# 亞松森主教座堂
聖母升天都主教座堂（西班牙語：Catedral Metropolitana de Nuestra Señora de la Asunción），又名亞松森主教座堂，是位在巴拉圭首都亞松森的天主教主教座堂，新古典主義建築，建於1845年。